# Maksim Shvyatsow
Maksim Shvyatsow (tiếng Belarus: Максім Швяцоў; tiếng Nga: Максим Швецов; sinh 2 tháng 4 năm 1998) là một cầu thủ bóng đá Belarus. Tính đến năm 2017, anh thi đấu cho Dinamo Minsk.